# Bulbophyllum sempiternum
Bulbophyllum sempiternum är en orkidéart som beskrevs av Oakes Ames. Bulbophyllum sempiternum ingår i släktet Bulbophyllum och familjen orkidéer. Inga underarter finns listade i Catalogue of Life.